# Hotel Heidelberg: Kramer gegen Kramer
Kramer gegen Kramer ist ein deutscher Fernsehfilm von Michael Rowitz aus dem Jahr 2016. Es ist der Auftaktfilm der Filmreihe Hotel Heidelberg mit Ulrike C. Tscharre, Christoph Maria Herbst, Hannelore Hoger und Stephan Grossmann in den Hauptrollen.

## Handlung
Im Hotel Heidelberg fühlt sich Geschäftsführerin Annette Kramer überfordert, denn für alles ist sie allein zuständig. Eine erhoffte Unterstützung durch ihren siebzehnjährigen Sohn Jeremy bleibt aus und ihre störrische, kratzbürstige Mutter mischt sich als offizielle Inhaberin in alles ein. Ihre Schwester Floriane rät ihr sich mal einen Therapeuten zu suchen. Das tut Annette und gerät an den recht zerstreut wirkenden Ingolf Muthesius.
Annette bekommt noch mehr Arbeit, als ihr Vater einen Schlaganfall erleidet und Annettes Geschwister keine Möglichkeit sehen, ihren Vater zu pflegen. So bleibt auch diese Aufgabe an Annette hängen. Glücklicherweise erholt sich Günter Kramer noch einmal und nach wenigen Tagen ist seine Gesundheit fast wieder hergestellt. Dafür macht jetzt Annettes Mutter Probleme. Hermine Kramer gibt stets mehr Geld aus, als sie hat, und so musste Annette ihr die Kontovollmacht für das Firmenkonto entziehen, nachdem sie sich bereits bedient hatte. Nun hat sie auch noch einen Kredit auf das Hotel aufgenommen und Annette wirft das Handtuch. Sie lässt alles stehen und liegen und macht Urlaub. Mutter Hermine sieht das ganze nicht dramatisch, schließlich wäre das Familienunternehmen auch jahrelang ohne Annette ausgekommen. In der Folge geht es im Hotel allerdings drunter und drüber, denn im Gegensatz zu ihrer Vorstellung hat Hermine nichts im Griff. Verärgert sucht sie Muthesius auf, der in ihren Augen ein Quacksalber sei, und fordert ihn auf, das, was er angerichtet hätte, wieder auszubügeln. Er kontaktiert Annette und bestätigt ihr zwar anzustreben nur sie selbst zu sein und auch an sich zu denken, aber sie könne nicht ein Leben lang den Kampf Kramer gegen Kramer führen, sondern müsse sich dem stellen und eine Lösung finden. Das leuchtet ihr ein und so verfasst sie eine Art Vertrag mit ihrer Mutter. Hermine fasst das regelrecht als eine Kriegserklärung auf und stellt sich quer. Mit Zuspruch ihres Therapeuten fährt Annette weitere „Geschütze“ auf und holt ihren Bruder Stefan ins Hotel. Er ist versierter Banker und soll ihrer Mutter die finanzielle Lage klarmachen und möglichst auch eine Lösung finden. Zudem ruft sie eine „Gesellschafterversammlung“ ein und fordert als alleinige Geschäftsführerin eingesetzt zu werden. Hermine ist empört und macht sich bei Ingolf Muthesius Luft, der vor kurzem wegen einer angeblichen Havarie kurzzeitig ins Hotel gezogen ist. Ihr ist nicht entgangen, dass er ein Auge auf ihre Tochter geworfen hat, und hofft, er könne auf Annette in ihrem Sinne einwirken. Stattdessen macht Muthesius Hermine Kramer klar, dass sie vom Plan ihrer Tochter durchaus profitieren würde, wenn sie sich freiwillig aus dem Geschäftsbetrieb verabschieden würde. Die bedrohliche Finanzsituation des Hotels macht ihr allerdings auch Sorgen, denn wenn nicht ein Wunder geschieht, wird die Bank bald von ihrem Zugriffsrecht auf die Immobilie Gebrauch machen. Dieses Wunder geschieht, als ganz überraschend ein Stammgast aus Dankbarkeit seine überaus wertvolle Uhr dem Hotel schenkt. Mit dieser Sicherheit kann Annette nun die Bank beruhigen und so ist am Ende auch Hermine bereit Annette als alleinige Geschäftsführerin einzusetzen. Ihr Sohn Stefan hat sich zudem entschlossen zukünftig die Finanzen des Hotels zu regeln, was Annette entlastet. Zufrieden wendet sie sich ihrem Privatleben zu und gesteht Ingolf Muthesius, das sie sich in ihn verliebt hätte.

## Hintergrund
Kramer gegen Kramer wurde im Auftrag von ARD Degeto von der „Edel Media & Entertainment“ produziert und vom 15. Juni bis zum 5. Juli 2015 in Heidelberg gedreht.

## Rezeption

### Einschaltquote
Die Erstausstrahlung von Kramer gegen Kramer erfolgte am 26. Februar 2016 und wurde in Deutschland von 4,38 Millionen Zuschauern gesehen. Er erreichte einen Marktanteil von 13,7 Prozent für Das Erste.

### Kritiken
Rainer Tittelbach von Tittelbach.tv meinte: „In der Art, wie die Geschichten erzählt sind, lässt Autor Martin Rauhaus keinen Zweifel daran, dass hier kein schwäbisches ‚Traumhotel‘ zu erwarten ist. Dramaturgie & Flow stimmen in „Kramer gegen Kramer“ noch nicht ganz, die Hauptdarsteller sind dafür umso besser: Hoger gibt wunderbar die Bärbeißige, Tscharre strahlt, Herbsts Psychotherapeut stottert und sorgt dafür, dass es zwischen Mutter und Tochter endlich besser klappt.“
Das Urteil der TV Spielfilm lautete: „Kauzige Posse trifft Heimatfilm-Romantik“.